# Skrækkenborg
Skrækkenborg es una localidad situada en el municipio de Kerteminde, en la región de Dinamarca Meridional (Dinamarca), con una población estimada a principios de 2018 de unos 292 habitantes.
Se encuentra ubicada al norte de la isla de Fionia, junto a la costa del mar Báltico.